# Pestřec obecný
Pestřec obecný (Scleroderma citrinum) je jedovatá houba z čeledi pestřecovitých.

## Popis
Plodnice o velikosti 20–120 mm jsou nepravidelného kulovitého až elipsoidního tvaru, těsně přirostlé k zemi. Jejich povrch je zbarvený do okrově žlutavé barvy, je šupinatý, kožovitý, často popraskaný do malých, nepříliš pravidelných políček. Směrem ke spodní části plodnice je povrch stále hladší. Vnitřní část plodnice (teřich) je bílý a tuhý, se stářím plodnice začíná postupně tmavnout od narůžovělé až fialové barvy přes tmavě modrou až nakonec úplně po tmavě černou. Okrovka teřichu bývá 2 až 5 mm silná. Po zčernání teřichu, který bývá prostoupen bílým neplodným pletivem, plodnice na vrcholu puká a nově vzniklým otvorem postupně uniká tmavě zelený až černý prach, který vznikl rozpadem teřichu. Pro houbu je charakteristický silný kovový pach.
Výtrusy jsou kulovité, tmavé a bradavičnaté o velikosti 7–12 µm, s navzájem spojenými ostny.
Třeň je jen velmi krátký, takřka neznatelný, a vystupuje z něj malý svazek žlutavých vláken podhoubí.
Z listnatných stromů tvoří pestřec obecný mykorhizu s břízou, dubem a bukem, mezi jehličnatými pak především s borovicí a smrkem. Na jeho plodnicích pak může parazitovat hřib příživný, který mu však příliš neškodí.
V okolí Orlických hor se mu s oblibou říká "Porkembuš", původ tohoto názvu není zcela znám, ale má se za to, že je to opředeno místními legendami o druhu zvířat, které tyto houby požírají.[zdroj?]

## Výskyt
Pestřec obecný roste zhruba od července do října v písčitých a nevápenatých půdách. Kromě jehličnatých a listnatých lesů vyhledává nejrůznější, spíše otevřenější místa jako jsou okraje rybníků a cest, křoviny, zahrady, vřesoviště, parky či kamenité stráně. Někdy bývá velmi hojný.
Kromě Evropy roste prakticky v celém mírném pásu a severní a jižní Africe.

## Použití
I přesto, že je pestřec obecný považován za jedovatou houbu, v malém množství se používá jako chutné houbové koření (přibližně jeden až dva plátky na osobu). I pak se však doporučuje plátky nejíst a z jídla raději odstranit, zejména u citlivějších osob. Plátky lze dobře sušit navlečené na niti.
Otrava se projeví po 1–2 hodinách tlakem, později bolestmi v žaludku. Končí zvracením, někdy i průjmy. Může být přítomno bolení hlavy, pocit opojení, mlhavé vidění, pocení nebo poruchy dýchání. 